# Hōjō Munenobu

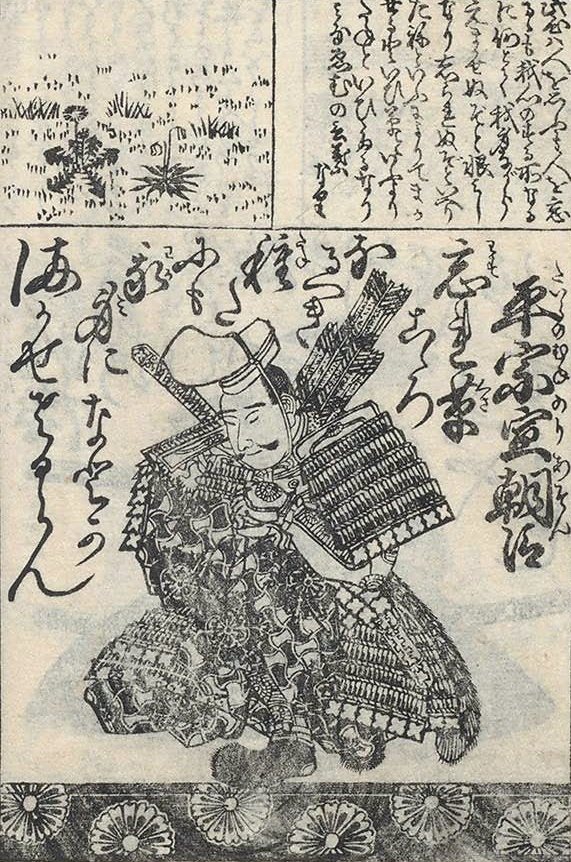
Hojo Munenobu

Hōjō Munenobu (1259-1312), r. (1311-1312) fue el undécimo shikken o regente del clan Hōjō durante el shogunato Kamakura en la historia de Japón (fecha en que el décimo shikken o regente del clan Hōjō Hōjō Morotoki murió) hasta su muerte.
- Datos: Q2037124
- Multimedia: Hōjō Munenobu / Q2037124